# Titler i budo
Titler i budo er mangfoldige. Titlerne kan have relevans i relation til instruktørvirksomhed eller i forhold til den pågældende budo-udøver.

## Shōgō
Shōgō (称号?, "titel" ) er eksempler på moderne instruktør-titler, der blev udviklet af Dai Nippon Butoku Kai efter år 1895.[kilde mangler]. Shōgō-systemet indeholder titlerne Renshi, Kyoshi og Hanshi.

## Japanske titler
Nedenstående er eksempler på titler inden for japanske budo-discipliner:
- Kyoshi
- Renshi
- Sempai
- Sensei
- Shihan
- Shogo
- Soke

## Monografi
Henvisning til monografi der beskriver titler inden for henholdsvis det klassiske - og moderne system:
- Donn F. Draeger Monograph Series No. 2: "Ranking Systems in Japanese Martial Arts: Modern vs Classical;" "Bujutsu and Budo".

|  | Denne artikel om et emne der relaterer til en personudførbar aktivitet kan blive bedre, hvis der indsættes et (bedre) billede. Du kan hjælpe ved at afsøge Wikimedia Commons for et passende billede eller lægge et op på Wikimedia Commons med en af de tilladte licenser og indsætte det i artiklen. |